# Larissa (nome)
Larissa  è un nome proprio di persona italiano femminile.

## Varianti in altre lingue
- Bielorusso: Ларыса (Larysa)[2]
- Greco antico: Λάρισα (Larisa)[2], Λάρισσα (Larissa)
- Inglese: Larissa[2]
- Latino: Larissa[2]
- Lettone: Larisa[2]
- Lituano: Larisa[2]
- Polacco: Larysa[2]
- Portoghese brasiliano: Larissa[2]
- Romeno: Larisa[2]
- Russo: Лариса (Larisa)[2]
  - Ipocoristici: Лара (Lara)[2]
- Sloveno: Larisa[2]
- Tedesco: Larissa[2]
- Ucraino: Лариса (Larysa)[2]

## Origine e diffusione

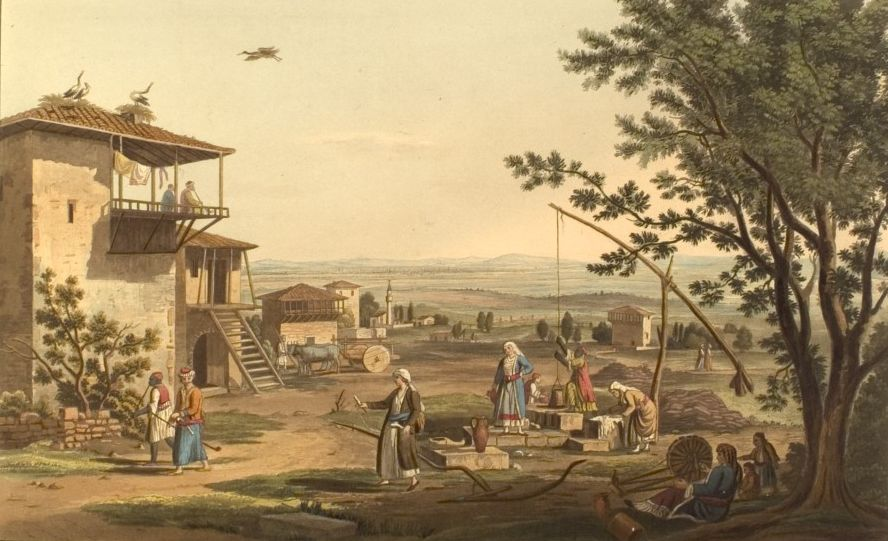
Larissa, di Edward Dodwell

Continua il nome greco Λάρισα (Larisa), tratto dal nome di varie antiche città, in particolare Larissa in Tessaglia; l'etimologia del toponimo è incerta e viene ricondotta a vari termini greci, fra cui λάριξ (lárix, "larice"), λάρος (lắros, "gabbiano" o "cormorano"), λᾱρός (lārós, "dolce", "piacevole") o λαρισα (larisa, "cittadella", lo stesso significato del nome spagnolo Almudena).
Il nome è presente nella mitologia greca con la ninfa Larissa, eponima della città, figlia di Pelasgo; da lei prende il nome Larissa, uno dei satelliti di Nettuno.
In Italia è molto raro. È invece ben diffuso in Russia, nella forma Лариса (Larisa), grazie al culto una santa martire del IV secolo. Nei paesi anglofoni il nome è attestato a partire dal XX secolo.

## Onomastico
Una santa Larissa (o Beride), martire in Crimea sotto Atanarico, è venerata dalla Chiesa ortodossa ed è commemorata il 26 marzo. Per le altre confessioni cristiane il nome è adespota, e l'onomastico ricade quindi il 1º novembre, in occasione di Ognissanti.

## Persone

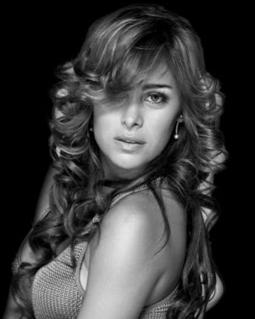
Larissa Riquelme

- Larissa Bonfante, archeologa ed etruscologa italiana
- Larissa França, giocatrice di beach volley brasiliana
- Larissa Iapichino, lunghista italiana
- Larissa Ramos, modella brasiliana
- Larissa Riquelme, modella, personaggio televisivo e attrice paraguaiana
- Larissa Volpentesta, attrice italiana
- Larissa Wilson, attrice britannica

### Variante Larisa
- Larisa Iordache, ginnasta rumena

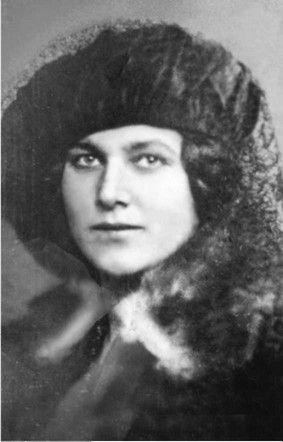
Larisa Michajlovna Rejsner

- Larisa Korobejnikova, schermitrice russa
- Larisa Latynina, ginnasta ucraina
- Larisa Lazutina, fondista russa
- Larisa Oleynik, attrice statunitense
- Larisa Rejsner, scrittrice e rivoluzionaria sovietica
- Larisa Šojgu, politica, fisica e psichiatra russa
- Larisa Udovičenko, attrice russa
- Larisa Yurkiw, sciatrice alpina canadese
- Larisa Zarudneva, rivoluzionaria russa